# Asseburg’sches Erbbegräbnis

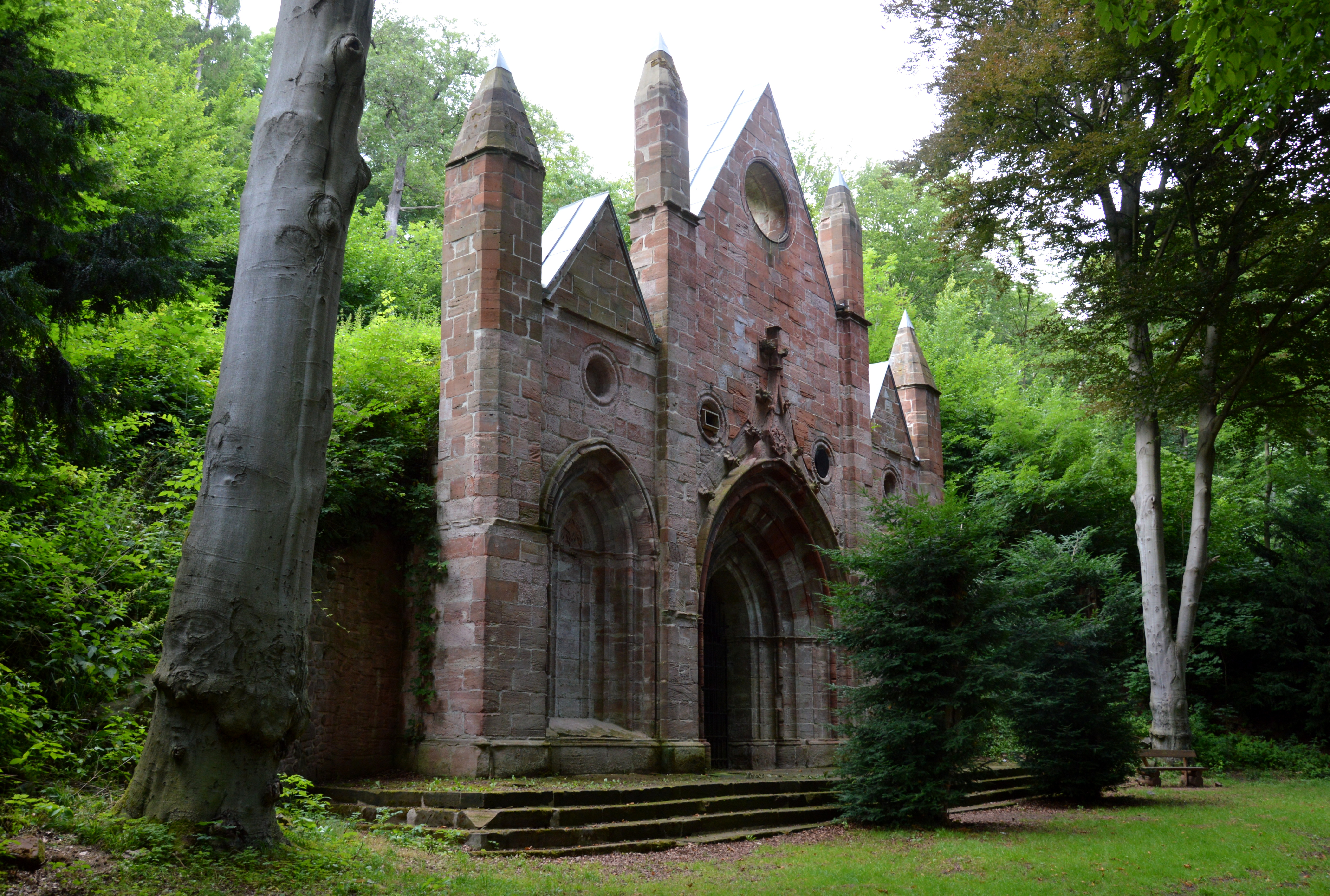
Asseburg’sches Erbbegräbnis

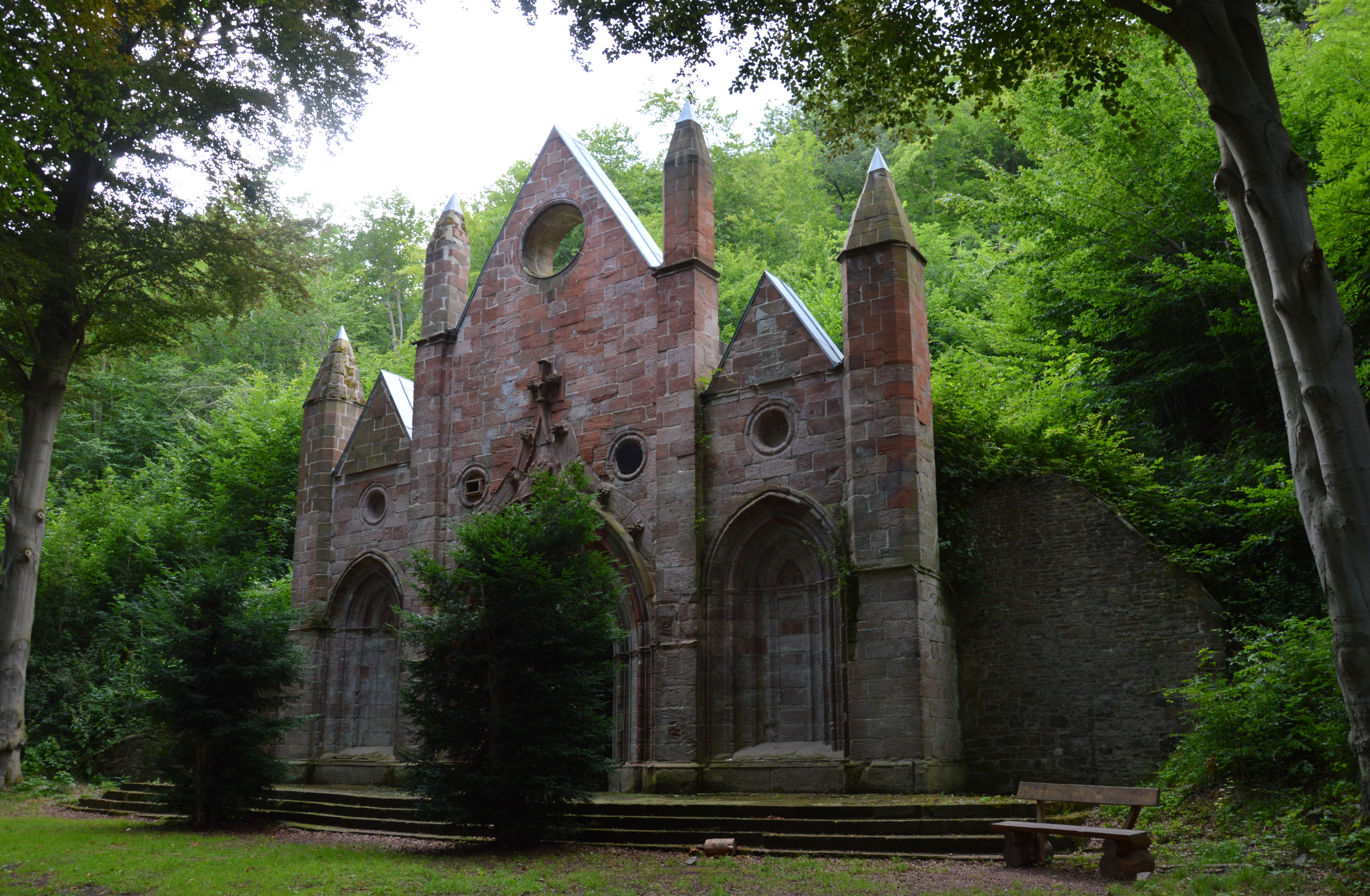
Blick von Nordosten

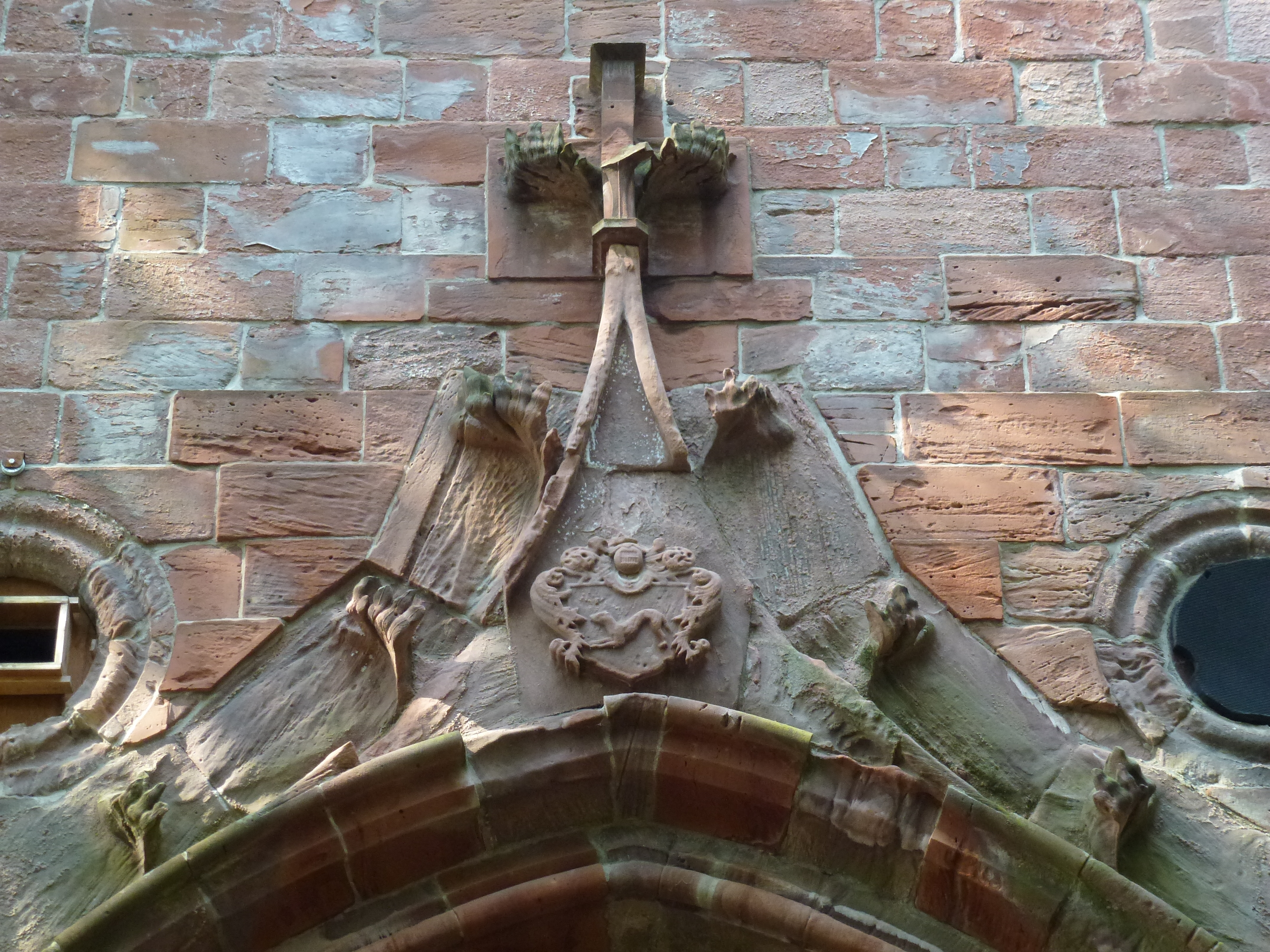
Verzierungen oberhalb des Portals

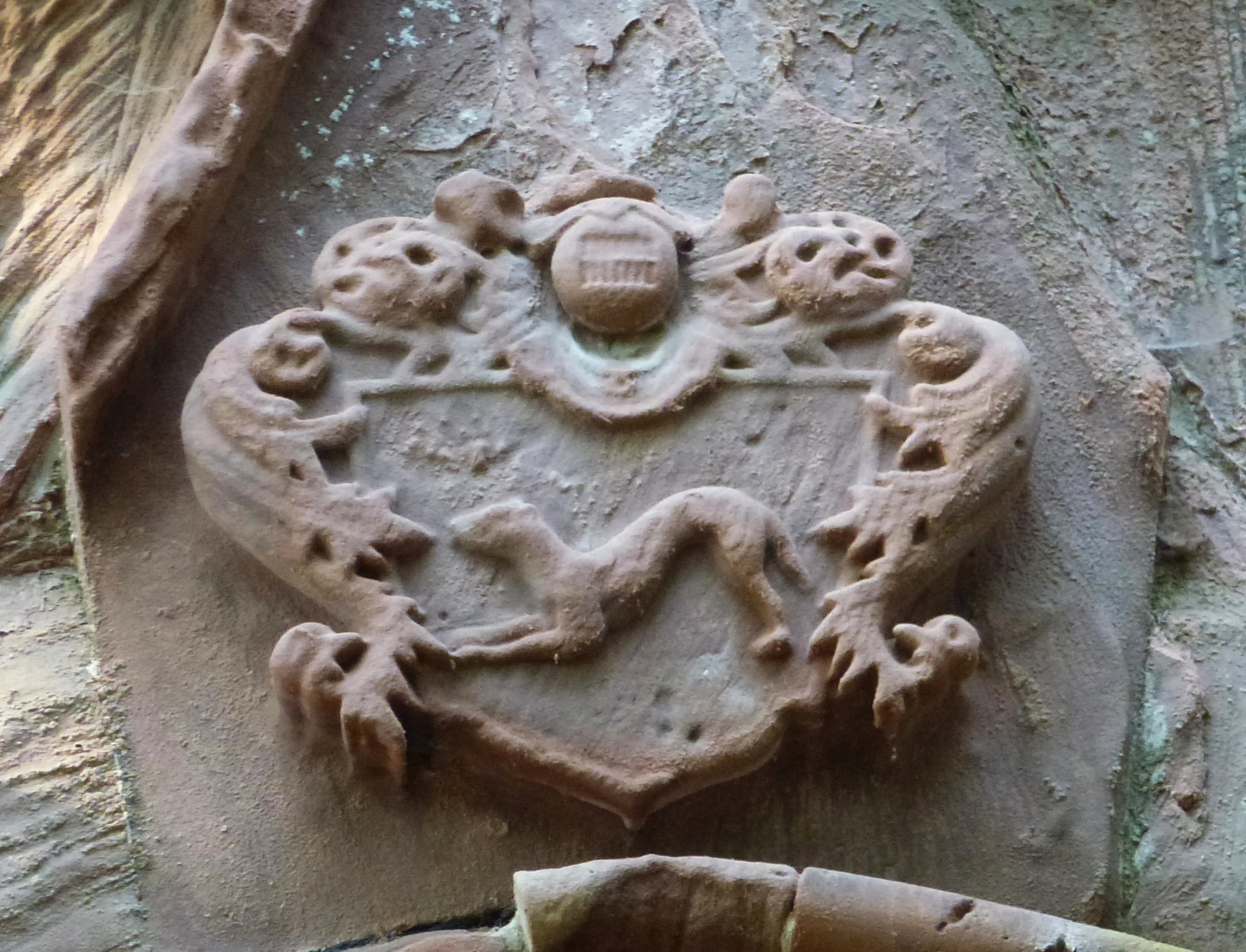
Wappen über dem Portal

Das Asseburg’sches Erbbegräbnis, auch als Neues Gewölbe bezeichnet, ist ein denkmalgeschütztes Mausoleum im Ortsteil Meisdorf der Gemeinde Falkenstein/Harz im Harz in Sachsen-Anhalt.

## Lage
Es befindet sich südwestlich der Ortslage von Meisdorf und des Schlosses Meisdorf unweit des linken Ufers der Selke unterhalb des Klusberges. Unmittelbar vor dem Mausoleum führt der Selketalstieg entlang. Am Erbbegräbnis befindet sich die Stempelstelle Nummer 207 der Harzer Wandernadel.

## Architektur und Geschichte
Das Mausoleum diente als Begräbnisstätte der Grafen von der Asseburg-Falkenstein. Errichtet wurde der repräsentative Bau im Jahr 1832, nach anderen Angaben 1834, aus Sandstein im Stil der Neogotik. Es bestehen drei spitzbogige Portale, die von Wimpergen überspannt sind.
Nach einer vor Ort aufgestellten Tafel wurden im Mausoleum folgende Personen (sortiert nach dem Sterbejahr) beigesetzt:
- Bernhard Friedrich Asche (1825–1827)
- Ludwig I. (1796–1869)
- Bernhard Friedrich Asche Wolf (1831–1869)[3]
- Adelheid Marianne Lysinka (1816–1890)
- Anna Friederike Luise (1821–1897)
- Anna Kleist (1830–1905)
- Ludwig II. (1829–1909)
- Egbert Adolf Hoyer (1847–1909)[4]
- Adelheid Marianne (1844–1912)
- Anna Wilhelmine Henriette (1832–1919)
- Oda Mechthildis Anna Adelheid (1888–1928)
- Busso Bernhard Ludwig Egbert Tino (1899–1928)

Im örtlichen Denkmalverzeichnis ist das Mausoleum unter der Erfassungsnummer 094 95179 als Baudenkmal verzeichnet.